# Miquel Martí Valenciano
Miquel Martí Valenciano fou un compositor del segle XVII molt mencionat als escrits dels professionals però s'ignora quasi tot de la seva vida. Cultivà el gènere líric, de tonades, solos humans, etc., propi de l'època, del qual va deixar alguna molt bella composició.